# Liste von Freizeitparks in Belgien
Dies ist eine Liste von  Freizeitparks in Belgien sortiert nach Gründungsjahr.

## Liste bestehender Freizeitparks
| Freizeitpark                   | Stadt     | Provinz                           | Gründungsjahr | Bild |
| ------------------------------ | --------- | --------------------------------- | ------------- | ---- |
| Bellewaerde                    | Ypern     | Westflandern                      | 1954          |      |
| Parc attractif Reine Fabiola   | Namur     | Namur                             | 1959          |      |
| Bobbejaanland                  | Kasterlee | Antwerpen                         | 1961          |      |
| Boudewijn Seapark              | Brügge    | Westflandern                      | 1963          |      |
| Walibi Belgium                 | Wavre     | Wallonisch-Brabant                | 1975          |      |
| Plopsaland Ardennes            | Stavelot  | Lüttich                           | 1976          |      |
| Mont Mosan                     | Huy       | Lüttich                           | 1986          |      |
| Mini-Europa                    | Brüssel   | Keine (Region Brüssel-Hauptstadt) | 1989          |      |
| Mega Speelstad                 | Lille     | Antwerpen                         | 1998          |      |
| Plopsaland Belgium             | Adinkerke | Westflandern                      | 2000          |      |
| Plopsa Indoor Hasselt          | Hasselt   | Limburg                           | 2005          |      |
| Plopsa Station Antwerp         | Antwerpen | Antwerpen                         | 2017          |      |
| LEGO Discovery Centre Brussels | Brüssel   | Keine (Region Brüssel-Hauptstadt) | 2022          |      |
| Sparkx                         | Hasselt   | Limburg                           | 2023          |      |